# Schachfestival Biel
Das Internationale Schachfestival Biel ist eine jährlich im schweizerischen Biel/Bienne stattfindende Veranstaltung, bei der mehrere Schachturniere ausgespielt werden. Zu diesen gehört neben dem seit 1968 stattfindenden offenen Meisterturnier nach Schweizer System auch ein hochklassiges Rundenturnier, zu dem verschiedene Spieler der Weltspitze eingeladen werden. 1976, 1985 und 1993 war Biel zudem Gastgeber des Interzonenturnier.
Spielorte waren in den Anfangsjahren das Hotel Dufour, das Albahaus in der Kontrollstrasse, der Farelsaal am Oberen Quai und das Bieler Volkshaus. 1976 erfolgte der Umzug ins Bieler Kongresshaus, das seitdem die Hauptspielstätte ist.

## Meisterturnier
Das Meisterturnier ist ein offenes Turnier nach Schweizer System über 10 Runden. Teilnehmen können alle Schachspieler mit einer Elo-Wertung von mindestens 1900. Gespielt wird mit klassischer Bedenkzeit: 100 Minuten für die ersten 40 Züge, danach weitere 50 Minuten und nach dem 60. Zug weitere 15 Minuten. Zusätzlich gibt es ein Zeitinkrement von 30 Sekunden bereits ab dem ersten Zug.
Die erste Veranstaltung fand vom 20. bis 27. Juli 1968 als Internationales Open der Schachgesellschaft Biel im Klublokal im Hotel Dufour statt, dem 34 Teilnehmer beiwohnten. Dort betrug das Preisgeld noch lediglich 800 Franken. 1970 wurde neben dem Meisteropen noch ein weiteres Hauptturnier für schwächere Spieler eingeführt. Die Entwicklung mündete 1971 mit der Einführung einer dritten Kategorie und der Umbenennung zum Bieler Schachkongress. Die Benennung als Schachfestival erfolgte 1976. Erst im Vorjahr hatten erstmals über 100 Spieler am Meisterturnier teilgenommen, doch im Jahr des Interzonenturniers kamen insgesamt 224 Spieler zur Teilnahme am Meisterturnier.
Siegerliste
- 1968:  Edwin Bhend
- 1969:  Jan Timman
- 1970:  Predrag Ostojić
- 1971:  Stanimir Nikolić
- 1972:  Milan Vukić
- 1973:  Milan Vukić,  János Flesch
- 1974:  Bela Soos
- 1975:  Mišo Cebalo,  John Pigott,  David Parr
- 1976:  Dragutin Šahović,  Radovan Govedarica
- 1977:  Miguel Quinteros
- 1978:  Charles Partos
- 1979:  Yehuda Grünfeld,  Michael Basman,  Jean Hébert
- 1980:  Israel Zilber,  Josip Rukavina,  Beat Züger,  Peter Scheeren
- 1981:  Nathan Birnboim,  László Karsa,  Ron Henley,  Eduard Meduna
- 1982:  Ivan Nemet
- 1983:  Jaan Eslon
- 1984:  Carlos Garcia Palermo
- 1985:  Ian Rogers,  Alon Greenfeld
- 1986:  Daniel Cámpora
- 1987:  Lev Gutman
- 1988:  Hennadij Kusmin
- 1989:  Matthias Wahls
- 1990:  Viktor Gavrikov
- 1991:  Surab Sturua
- 1992:  Alexander Shabalov
- 1993:  Vadim Milov
- 1994:  Utut Adianto
- 1995:  Igor Glek
- 1996:  Surab Sturua
- 1997:  Ildar Ibragimow
- 1998:  Miloš Pavlović
- 1999:  Vadim Milov
- 2000:  Boris Awruch
- 2001:  Boris Awruch
- 2002:  Miloš Pavlović
- 2003:  Michail Ulybin
- 2004:  Christian Bauer
- 2005:  Michail Kobalija
- 2006:  Bartosz Socko
- 2007:  Michail Ulybin
- 2008:  Wladimir Below
- 2009:  Boris Gratschow
- 2010:  Alexander Rjasanzew
- 2011:  Ni Hua
- 2012:  Igor Kurnossow
- 2013:  P. Harikrishna
- 2014:  B. Adhiban
- 2015:  Emil Sutovsky
- 2016:  Samuel Shankland
- 2017:  Mateusz Bartel
- 2018:  Suri Vaibhav
- 2019:  Amin Tabatabaei
- 2020:  Christian Bauer
- 2021:  Saleh Salem
- 2022:  Məhəmməd Muradlı
- 2023:  Bu Xiangzhi
- 2024:  Rinat Schumabajew

## Grossmeisterturniere
Das Grossmeisterturnier ist ein Einladungsturnier, das als Rundenturnier durchgeführt wird. Bis 2018 bestand dieses aus 10 Runden im klassischen Schach, sodass jede Paarung zweimal auftrat. Seit 2019 wird ein sogenannter Triathlon gespielt: Zunächst ein einfaches Rundenturnier im klassischen Schach, bei dem ein Sieg vier Punkte und ein Remis anderthalb Punkte wert ist. Anschließend folgt ein Rundenturnier im Schnellschach mit zwei Punkten für einen Sieg und einen Punkt für Remis, zuletzt ein doppelründiges Turnier im Blitzschach, wobei hier die normale Punktverteilung gilt, also ein Punkt pro Sieg und ein halber Punkt bei Remis. Die Gesamtpunktzahl ergibt sich aus der Summe der insgesamt 20 Partien im Standard- (5), Schnell- (5) und Blitzschach (10). 2016 wurde anstelle des traditionellen Grossmeisterturniers ein Zweikampf zwischen Maxime Vachier-Lagrave und Pjotr Swidler als Masters Challenge durchgeführt.
Die erste Austragung wurde zur zehnten Austragung des Schachfestivals beschlossen, nachdem im Vorjahr das Interzonenturnier zu Gast in Biel war. Erst ab 1986 wurden auch sowjetische Spieler eingeladen, die danach jahrelang das Geschehen dominierten.
Siegerliste
- 1977:  Anthony Miles
- 1979:  Viktor Kortschnoi
- 1980:  Yehuda Grünfeld
- 1981:  Eric Lobron,  Vlastimil Hort
- 1982:  John Nunn,  Florin Gheorghiu
- 1983:  Anthony Miles,  John Nunn
- 1984:  Vlastimil Hort,  Robert Hübner
- 1986:  Lew Polugajewski,  Eric Lobron
- 1987:  Boris Gulko
- 1988:  Ivan Sokolov,  Boris Gulko
- 1989:  Wassyl Iwantschuk
- 1990:  Anatoli Karpow
- 1991:  Alexei Schirow
- 1992:  Anatoli Karpow
- 1994:  Viktor Gavrikov
- 1995:  Alexei Drejew
- 1996:  Anatoli Karpow
- 1997:  Viswanathan Anand
- 1998:  Mladen Palac
- 1999:  Jeroen Piket
- 2000:  Pjotr Swidler
- 2001:  Viktor Kortschnoi
- 2002:  Ilia Smirin
- 2003:  Alexander Morosewitsch
- 2004:  Alexander Morosewitsch
- 2005:  Boris Gelfand,  Andrij Wolokitin
- 2006:  Alexander Morosewitsch
- 2007:  Magnus Carlsen
- 2008:  Jewgeni Alexejew
- 2009:  Maxime Vachier-Lagrave
- 2010:  Fabiano Caruana
- 2011:  Magnus Carlsen
- 2012:  Wang Hao
- 2013:  Maxime Vachier-Lagrave
- 2014:  Maxime Vachier-Lagrave
- 2015:  Maxime Vachier-Lagrave
- 2016:  Maxime Vachier-Lagrave
- 2017:  Hou Yifan
- 2018:  Şəhriyar Məmmədyarov
- 2019:  Santosh Gujrathi Vidit
- 2020:  Radosław Wojtaszek
- 2021:  Gata Kamsky
- 2022:  Lê Quang Liêm
- 2023:  Lê Quang Liêm
- 2024:  Lê Quang Liêm

## Interzonenturniere
Dreimal in der Geschichte des Festivals durfte Biel das Interzonenturnier der FIDE ausrichten, bei der einige Teilnehmer der Kandidatenturniere bestimmt wurden. Bei den ersten beiden Malen 1976 und 1985 wurde das Interzonenturnier als Rundenturnier durchgeführt, zu dem 20 beziehungsweise 18 Spieler eingeladen wurden. Bei der dritten Veranstaltung in Biel wurde das Interzonenturnier unter Schweizer System mit 73 Teilnehmern ausgerichtet und bestimmte ganze zehn Spieler, die in die weiteren Kandidatenwettkämpfe rückten.